# Robin Quaison
Robin Kwamina Quaison (* 9. Oktober 1993 in Stockholm) ist ein schwedischer Fußballspieler. Der Offensivspieler steht in Griechenland bei Aris Thessaloniki unter Vertrag und ist schwedischer Nationalspieler.

## Karriere
Quaison wuchs als Sohn eines Ghanaers und einer Schwedin im Stockholmer Stadtteil Akalla auf. Als Fünfjähriger begann er bei Järva SK mit dem Fußballspielen und wechselte im Jahr 2000 in die Jugendabteilung des Profiklubs AIK. Dort durchlief er die einzelnen Nachwuchsmannschaften, ehe er 2011 zum Kooperationspartner Väsby United in die drittklassige Division 1 abgegeben wurde. Unter Trainer Thomas Lagerlöf war er auf Anhieb Stammkraft; nach acht Toren in 17 Spielen erreichte er mit der Mannschaft um Osman Sow und Christofer Eriksson einen Relegationsplatz zur Superettan. Gegen IFK Värnamo wurden beide Spiele verloren. Parallel saß er ab Herbst in mehreren Spielen von AIK in der Allsvenskan auf der Ersatzbank, kam aber nicht zum Einsatz.
Mit seinen Leistungen hatte sich Quaison einerseits in die schwedische U19-Auswahl gespielt, andererseits gehörte er ab der Vorbereitung zur Spielzeit 2012 als fester Bestandteil zum Erstligakader von Trainer Andreas Alm. Beim 0:0 im Spiel gegen Mjällby AIF zum Saisonauftakt debütierte er als Einwechselspieler für Daniel Tjernström in der Allsvenskan, und wenige Wochen später hatte er mehrmals in der Startelf gestanden. Damit rückte er auch in den Fokus der schwedische U21-Auswahlmannschaft. Bis zum Saisonende lief er in 18 Spielen in der Allsvenskan für AIK auf und erzielte dabei zwei Tore; als Tabellenvierter verpasste er mit der Mannschaft einen Europapokalplatz.
Im Januar 2013 nominierte Nationaltrainer Erik Hamrén Quaison neben seinen Mannschaftskameraden Niklas Backman, Alexander Milošević, Martin Lorentzson und Daniel Majstorović für die Teilnahme am thailändischen King’s Cup. Beim Halbfinalsieg gegen Nordkorea im Elfmeterschießen debütierte er als Einwechselspieler für Simon Thern, beim 3:0-Finalsieg über Finnland gehörte er mit Tobias Hysén und Anders Svensson zu den Torschützen. Im Februar verlängerte der Klub schließlich seine Vertragslaufzeit bis Sommer 2015. Im Juli 2014 wechselte Quaison zum italienischen Erstligisten US Palermo.
Im Januar 2017 schloss er sich dem 1. FSV Mainz 05 an, bei dem er einen bis 2021 laufenden Vertrag erhielt. In der Rückrunde der Saison 2016/17 erzielte er ein Tor in elf Ligaspielen. In der Folgesaison absolvierte er 24 Ligaspiele (15 in der Startelf), in denen er viermal traf. Seit der Saison 2018/19 steht er regelmäßig in der Startformation als offensiver Mittelfeldspieler oder als Stürmer neben Jean-Philippe Mateta und konnte, wie auch in der Saison 2019/20, die Anzahl seiner Bundesligaspiele und -tore mit 28 (7) und 32 (13) weiter erhöhen. Nach einer Ende Januar 2021 erlittenen Verletzung musste Quaison bis Anfang März für vier Ligaspiele pausieren. Nach der Saison 2020/21, in der er weitere sechs Treffer erzielt hatte, ist er mit insgesamt 31 Treffern – seit März 2023 zusammen mit Karim Onisiwo – bester Torschütze der Mainzer in der Bundesliga.
Mit der schwedischen Auswahl schied er bei der Europameisterschaft 2021 im Achtelfinale gegen die Ukraine aus. Quaison hatte alle vier Spiele im Turnier absolviert.
Im Juli 2021 schloss er sich Al-Ettifaq in Saudi-Arabien an.